# Thomas Kaufmann
Thomas Kaufmann, född 29 mars 1962 i Cuxhaven, är en tysk protestantisk teolog och kyrkohistoriker som fokuserat på reformationen och den tidigmoderna tiden.

## Biografi
Kaufmann studerade protestantisk teologi i Münster, Tübingen och Göttingen mellan 1981 och 1987 och disputerade 1990 med avhandlingen The communion theology of the Strasbourg Reformers until 1528. År 1996 blev han professor i kyrkohistoria vid universitetet i München, och efterträdde år 2000 Bernd Moeller som professor i kyrkohistoria vid universitetet i Göttingen.
Kaufmanns forskning har fokuserat på kyrkans, teologins och kristendomens historia under reformationen och den tidigmoderna tiden.
Thomas Kaufmann uppmärksammades 2009 för boken Geschichte der Reformation, som beskrivits som "en utomordentligt levande och mångfacetterad bild av det tyska 1500-talet med dess politiska, sociala, ekonomiska och religiösa spänningar", där tyska recensenter med olika regionala och konfessionella tillhörigheter lovordat verket som en inspirationskälla för ny, och repetition av gammal kunskap.

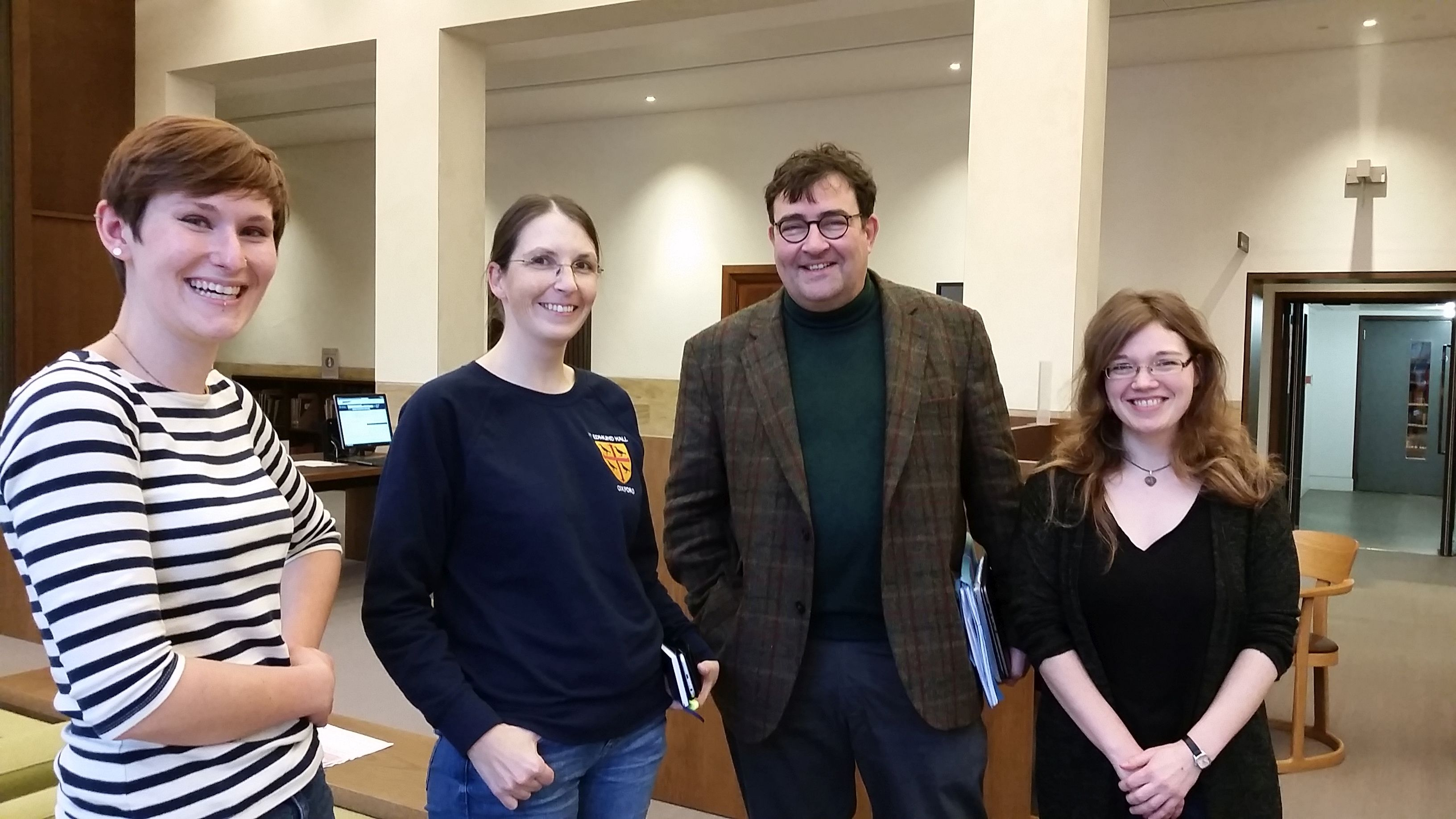
Thomas Kaufmann i diskussion med studenter i Oxford 2017.

Han har forskat på relationen mellan kristendom, judendom och islam i den tidigmoderna tiden, och har publicerat flera böcker om Luthers relation till judendomen.
Kaufmann blev 2017 utnämnd till hedersdoktor vid Menighetsfakultetet i Oslo.